# モーターサイクル・チャリオット・レース

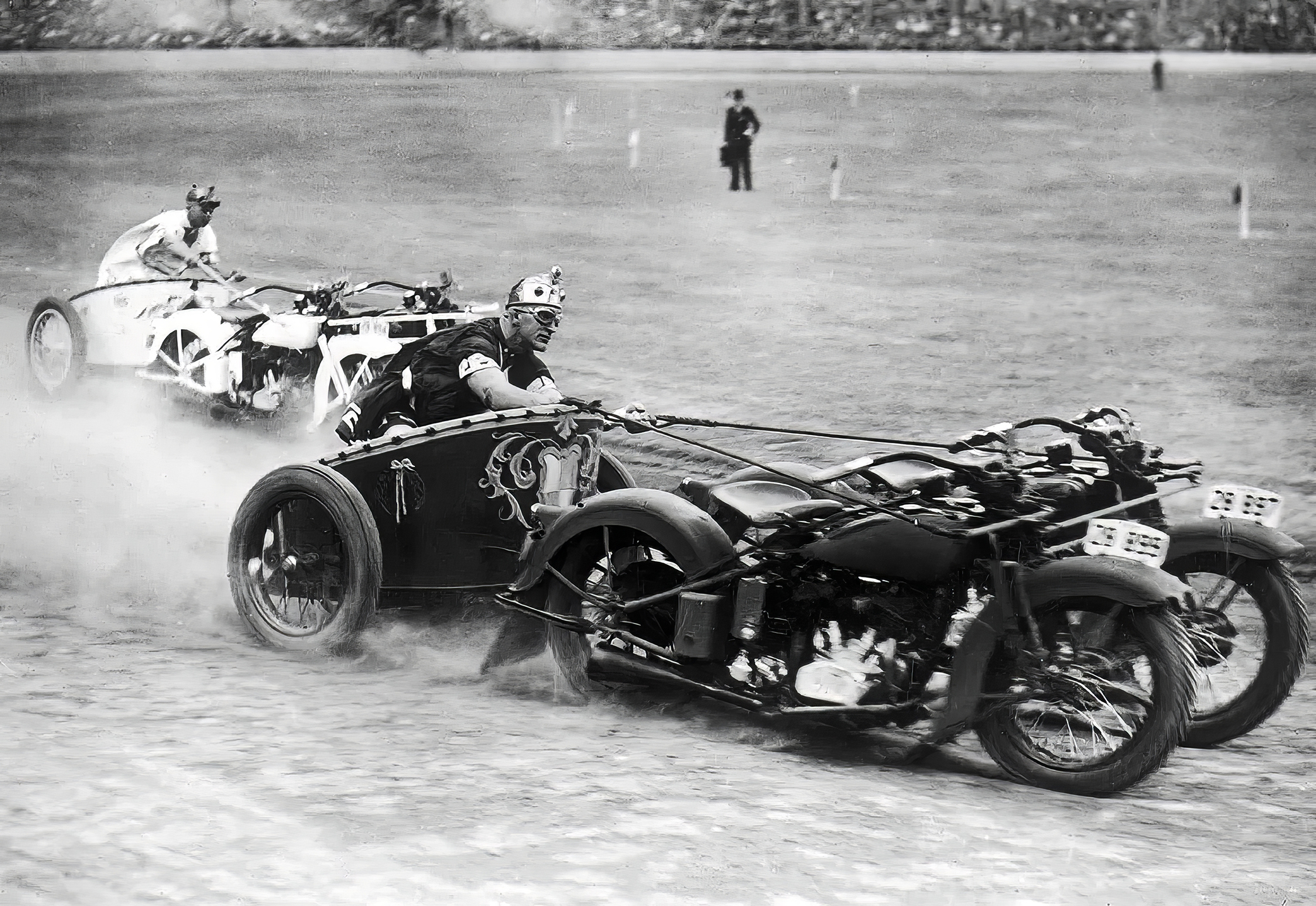
1936年にオーストラリアで開催されたレース

モーターサイクル・チャリオット・レース (Motorcycle chariot race) は、アメリカ合衆国・ヨーロッパ・オーストラリア等で開催されていたモータースポーツ/オートバイ競技の一種である。
内容は、古代の「戦車競走」（チャリオット・レース）に似たレースを、馬の代わりにオートバイを使って行うものである。

## 概要
モーターサイクル・チャリオット・レースの起源についてはいくつかの説があるが、1920年代初頭に米国、オーストラリア、あるいはニュージーランドで始まったと考えられている。
モーターサイクル・チャリオット・レースの最初期の大会の一つは1922年6月4日にカリフォルニア州オークランドのアイドラ・パークで開催された。当時の新聞記事によれば、「この種の競技では全く目新しい、オートバイを馬に見立てた戦車レースに観客は大笑いした」とされている。
戦車競走のシーンが登場するサイレント映画「ベン・ハー」が1925年に公開され人気を博したことで、モーターサイクル・チャリオット・レースの人気も拡大し、オーストラリアや欧州でも開催されるようになった。1925年にはロンドンのクリスタル・パレス・パークでのエキシビション・レース開催記録がある。1934年には当時ドイツ領であったシュチェチン（現在はポーランド東部）にて、ナチス政権の主導で開催された記録がある。第二次世界大戦前夜の1930年代後半頃に大部分の大会が縮小・消滅したが、現在もエキシビション用の車両が製作され、運転されている。
最初期のレースでは、ライダーが乗ったオートバイが戦車（チャリオット）を牽引する構成であったが、その後すぐに、2台（時には4台）の無人オートバイを、チャリオットに乗った操縦士が操作する方法に変わった。使用されるオートバイは、連結された2台のオートバイのステアリング部分に手綱あるいは剛性のあるスティックを取り付けるなどして、速度とステアリングをチャリオットから操作可能なように改造されている。